# Український фольклор

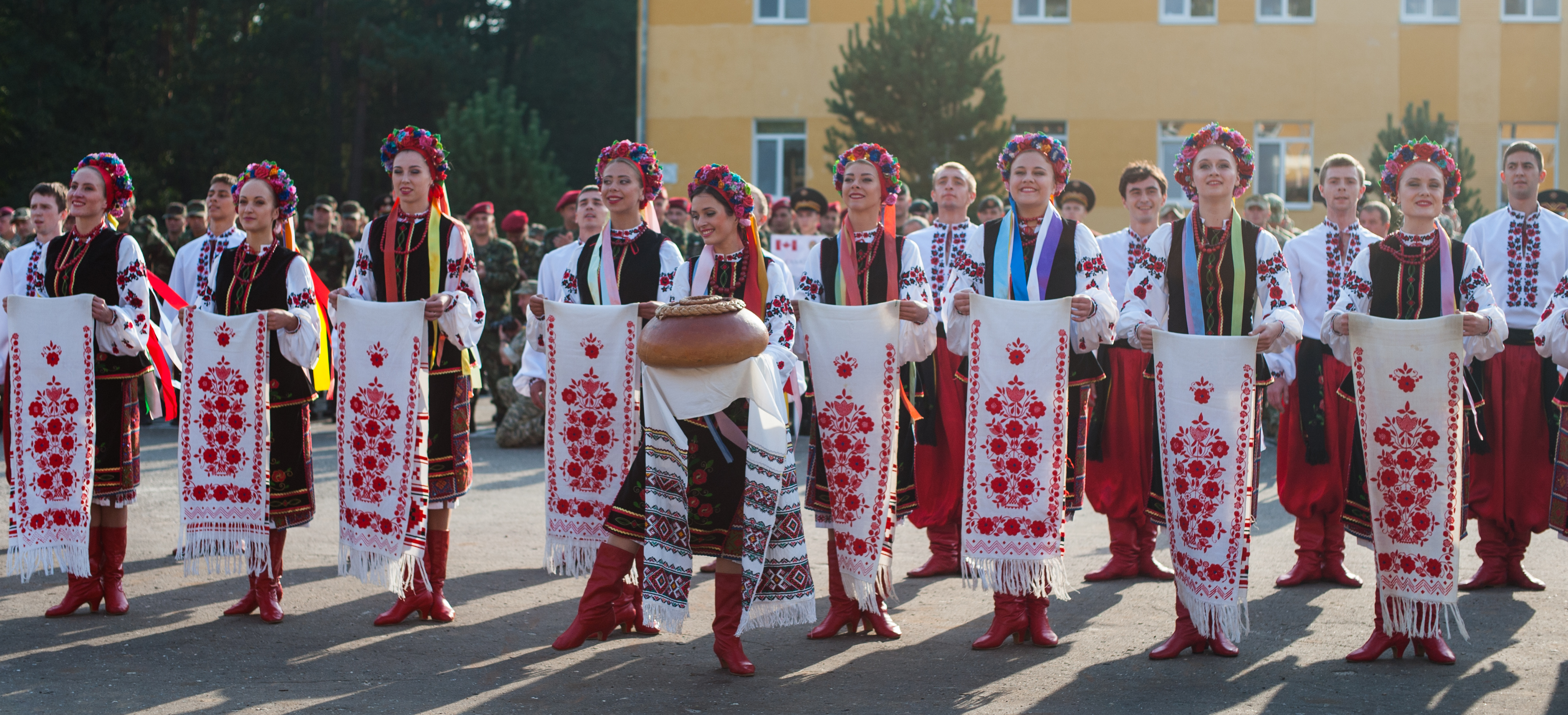
Традиційне українське вбрання, хліб-сіль та рушник.

Украї́нський фолькло́р — усна народна поетична творчість українського народу у своїй сукупності, а саме з притаманними їй жанровими, регіональними та іншими особливостями, в історичному розвитку; невід'ємна складова національної культури, зокрема української народної культури; основа духовної культури українців, а саме національної літератури, музики, театру; цінне джерело українських гуманітарних наук, зокрема національної етнографії та історії, українського (і слов'янського) мовознавства, низки інших суміжних наукових галузей.
Є центральним предметом вивчення української фольклористики і одним з головних предметів вивчення української етнографії, також вивчається національним літературознавством, музикознавством і театрознавством. Будучи важливим джерелом української мови, як сукупність зразків народного мовлення, зокрема в історичному та регіональних розрізах, виступає предметом вивчення мовознавства, в першу чергу українського та слов'янського; як джерельна база використовується також для дослідження історії України, деякими міждисциплінарними науковими галузями (наприклад етнопсихологія).
Виходячи з множинності представлення українського фольклору об'єктом вивчення різних наукових дисциплін, як теоретичних, так і прикладних, він може бути розглянутий із використанням методів і засобів різних наук, синтез яких загалом здійснюється профільною спеціальною гуманітарною науковою дисципліною — українською фольклористикою.